# Frank Zane
Frank Zane, né le 28 juin 1942 à Kingston en Pennsylvanie (États-Unis), est un culturiste américain.

## Biographie
Frank Zane a remporté le titre Mr. Olympia de 1977 à 1979, en plus d'avoir terminé deux fois deuxième (1976, 1982), une fois troisième (1980) et une fois quatrième (1983). Mesurant 1,75 m, sa masse en compétition atteignait 84 kg ; il décide de se retirer de la compétition en 1983.
Il est titulaire d'un Master II (Master's degree) en psychologie expérimentale et il a enseigné pendant treize ans les mathématiques et la chimie.

## Télévision
Il apparaît dans un épisode de la seconde saison de la série télévisée Pour l'amour du risque réalisé en 1981 par Earl Bellamy.

## Palmarès
- 1961, M. Pennsylvanie (17e place)
- 1962, M. Keystone (Vainqueur)
- 1963, M. Keystone (2e)
- 1965, M. Sunshine State (Vainqueur)
- 1965 IFBB Mr. Univers (1er catégorie taille moyenne)
- 1966 IFBB Mr. America (1er poids moyen)
- 1967 IFBB Mr. America (1er poids moyen)
- 1967 IFBB Mr. Univers (3e, petite taille)
- 1968 IFBB Mr. America (Vainqueur)
- 1968 IFBB Mr. Univers (Vainqueur)
- 1970 NABBA Mr. Univers (Vainqueur)
- 1971 NABBA Pro Mr. Univers (1er petite taille)
- 1972 NABBA Pro Mr. Univers (Vainqueur)
- 1972 IFBB Mr. Olympia (−90 kg, 4e)
- 1974 IFBB Mr. Olympia (2e)
- 1975 IFBB Mr. Olympia (4e)
- 1976 IFBB Mr. Olympia (2e)
- 1977 IFBB Mr. Olympia (Vainqueur)
- 1978 IFBB Mr. Olympia (Vainqueur)
- 1979 IFBB Mr. Olympia (Vainqueur)
- 1980 IFBB Mr. Olympia (3e)
- 1982 IFBB Mr. Olympia (2e)
- 1983 IFBB Mr. Olympia (4e)